# Bringing Back the Sunshine
Bringing Back the Sunshine (estilizado como BRINGING BACK THE SUNSHINE) é o nono álbum de estúdio do cantor norte-americano Blake Shelton, lançado a 30 de Setembro de 2014 através da Warner Bros. Records. O disco estreou na primeira posição da tabela musical Billboard 200, com 101 mil unidades vendidas na semana de estreia. Tornou-se a música tema da Nascar. 

## Desempenho nas tabelas musicais

### Posições
| Tabela musical (2014)                     | Melhor posição |
| ----------------------------------------- | -------------- |
| Canadá - Canadian Albums                  | 4              |
| Estados Unidos - Billboard 200            | 1              |
| Estados Unidos - Billboard Country Albums | 1              |